# أنجيلوس باسيناس
أنجيلوس باسيناس (باليونانية: Άγγελος Μπασινάς)‏، من مواليد 3 يناير 1976 في سبارتا في اليونان، لاعب كرة قدم يوناني.
بدأ مسيرته الكروية مع نادي باناثنايكوس في عام 1995، ولعب معه حتى عام 2006، وشارك معه في 199 مباراة وسجل 27 هدفا، ومنذ عام 2006 وهو يلعب مع نادي مايوركا الإسباني.
يلعب مع منتخب اليونان لكرة القدم منذ عام 1999.

## مسيرته الكروية
لعب أنجيلوس باسيناس خلال مسيرته الاحترافية مع 5 أندية في سبعة عشر موسمًا وسجل خلالها 28 هدفًا ضمن 307 مباراة. حيث فاز في موسم واحد بالكأس وفي موسمين بالدوري.
خاض أنجيلوس باسيناس مسيرته مع نادي باناثينايكوس في موسم 1995–96 ليلعب معه عشرة مواسم، مشاركًا في 199 مباراة سجل خلالها 27 هدفًا. ثم انتقل إلى نادي ريال مايوركا في موسم 2005–06 واستمر معه طيلة ثلاثة مواسم، حيث شارك في 75 مباراة سجل خلالها هدفًا واحدًا. لينتقل بعدها إلى نادي بورتسموث في موسم 2008–09 ولمدة موسمين، مشاركًا في 15 مباراة ولم يسجل أي هدف. ثم انتقل إلى نادي أرليه أفينيون في موسم 2010–11 لمدة موسم واحد، مشاركًا في 4 مباريات ولم يسجل أي هدف أيضًا.

## روابط خارجية
- أنجيلوس باسيناس على موقع الاتحاد الدولي (مؤرشف)  (الإنجليزية)
- أنجيلوس باسيناس على موقع الاتحاد الأوربي (الإنجليزية)
- أنجيلوس باسيناس على موقع قاعدة بيانات كرة القدم.إي يو (الإنجليزية)
- أنجيلوس باسيناس على موقع ناشيونال فوتبول تيمز (الإنجليزية)
- أنجيلوس باسيناس على موقع Soccerbase.com (لاعب) (الإنجليزية)
- أنجيلوس باسيناس على موقع عالم كرة القدم.نت (الإنجليزية)
- أنجيلوس باسيناس على موقع كووورة
- أنجيلوس باسيناس على موقع أوليمبيديا (الإنجليزية)